# Mýval trpasličí
Mýval trpasličí (Procyon pygmaeus) je kriticky ohrožený druh mývala, endemického na ostrově Cozumel, při pobřeží mexického poloostrova Yucatán. Byl popsán teprve v roce 1901 a byl považován za poddruh mývala severního až do roku 2003.

## Popis
Se svou celkovou délkou až 80 cm a hmotností od 3 do 4 kg je menší než příbuzný mýval severní. Dalšími poznávacími znaky jsou také užší a žlutější ocas nebo například špičatější čenich. Mají také vyvinutý pohlavní dimorfismus – samci mívají až o 20 % větší hmotnost než samice.

## Evoluce
Ostrov Cozumel se odtrhl od pevniny v pozdním pleistocénu, takže tento druh pravděpodobně není starší než 122 000 let. Přestože neexistují žádné fosílie, stáří druhu je vědci odhadováno na 26 000 až 69 000 let. Mýval trpasličí představuje díky své izolaci příklad tzv. ostrovního nanismu.

## Ohrožení
V současnosti je divoká populace odhadována na 250 až 300 jedinců. Hlavním faktorem ohrožení je omezený rozsah rozšíření (ostrov Cozumel má plochu pouhých 478 čtverečních kilometrů). Dalšími faktory jsou pak ztráta přirozeného prostředí a konkurence ze strany dalších predátorů.